# Вилль, Генрих
Генрих Вилль (нем. Heinrich Will); 8 декабря 1812, Вайнхайм — 15 декабря 1890, Гисен) — немецкий химик, профессор, доктор наук. Ректор Гиссенского университета (1869—1870). Почётный член химического общества Соединённого Королевства в Лондоне. Член-корреспондент Баварской академии наук и иностранным членом Королевской академии точных, физических и естественных наук Испании (Real Academia de Ciencias Exactas, Físicas y Naturales) и Туринской академии наук.

## Биография
Генрих Вилль родился в семье муниципального чиновника. Рано потерял отца. Воспитывался приемным отцом, директором латинской школы в Вайнхайме. В 1827—1831 гг. изучал фармацевтику в Гернсбаха, затем обучался в Гейдельбергском университете.
С 1835 работал в качестве помощника в химической лаборатории Ф. Гейгера, а после его смерти в 1836 году — сотрудником и ассистентом Л. Гмелина и Ю. Либиха.
С 1839 года — доктор наук.
Позже, преподаватель химии, профессор в Гисенском университете. Некоторые из его учеников, такие как Август Кекуле, Вильгельм Лоссен, Теодор Полек, Джейкоб Волхард, Эмиль Эрленмейер, Генрих Мейдингер и Александр Классен, были назначены профессорами различных университетов и технических колледжей.
В 1842 году — руководитель вновь созданного филиала лаборатории при университете Гиссена.
Г. Вилль написал «Руководство к химическому анализу», переведенное на все европейские и японский языки. Вместе с К. Фрезениусом написал «Новые методы определения поташа, соды, кислот и марганца». Вместе с Ф. Варрентрапом создал метод определения азота в органических соединениях (способ Вилля- Варрентрапа). В области органической химии написал «К теории состава органических соединений», в которой показал важность теории Жерара-Лорана.
Другие работы Вилля относятся к изучению хелидонина, эрвина, эфира вератровой кислоты, мятного, анисового и укропного масел, кроконовой и родицоновой кислот, горчичных масел и некоторых их производных.
Вместе с Р. Бёттгером В. исследовал стифниновую кислоту и установил её тождество с оксипикриновою кислотой. Вместе с К. Фрезениусом дал подробные исследования о неорганических составных частях растений. Помимо этого, в 1857—1862 гг., совместно с Германом Коппом, редактировал «Jahresberichte für Chemie».
Награждён орденом Людвига и орденом Филиппа Великодушного.
Мужем его дочери был математик , физик, географ Карл Цеприц.